# 成都之战 (869年)
成都之战是唐懿宗咸通十年（869年）十月至咸通十一年（870年）二月，南诏骠信世隆领兵攻成都，唐朝西川节度使、东川节度使击退南诏的作战。
869年，定边节度使李师望想激怒南诏以求边功，于是杀死南诏使者杨酋庆。十月，南诏骠信（皇帝）酋龙（世隆）率领数万人攻破归附唐朝的董春乌部。唐朝派太府少卿窦滂代替李师望。十一月南诏军进逼巂州（治越巂，今四川省西昌市），定边军都头安再荣守清溪关（今四川省汉源县西南），后退到大渡河北岸，与南诏军隔水互相射击，坚持九天八夜。酋龙秘密分军，过雪岭之坡，占领沐源川（今四川沐川），窦滂派兖海将领黄卓率五百人前去抗击，结果全部战没。十二月十四日，南诏兵身穿兖海部队的军装，假扮败兵，到江边喊船。过河后，窦滂部队才发觉。于是，犍为被南诏攻陷，南诏纵兵焚掠陵州（治今四川省仁寿县）、荣州（治今四川省荣县）二州之境。后数日，进逼嘉州（治今四川省乐山市）刺史杨忞与定边监军张允琼率兵抵抗。酋龙暗派奇兵自东过河，东西闪击官军，杀忠武都将颜庆师、杨忞，张允琼败逃，余众溃散。十二月二十九日，攻陷嘉州城。窦滂看形势危急，亲自率部列阵大渡河边。酋龙派清平官数人假称与窦滂讲和，暗中派部队乘船筏争渡，忠武、徐宿两军结阵抗拒。尚未交战，窦滂惊恐投环自缢，徐州将领苗全绪发现，将他救下。随后，苗全绪与安再荣等出战，窦滂趁黑夜单骑逃奔导江（今四川省都江堰市东北），诸将看到众寡悬殊，知明日再战凶多吉少，于是夜袭南诏军营，乱发弓弩使南诏军惊乱，引军迅速撤离。南诏兵攻陷黎州（治今西川省汉源县）、雅州（治今四川省雅安市）。老百姓逃进山谷，败军沿途抢掠，邛州（治今四川省邛崃市）軍资储备尽落入乱兵之手。成都告急，左神武将军颜庆复奉诏率兵前来救援。
870年正月，西川民众纷纷入成都。当时成都并没有设防，只有子城，没有壕堑，将士不习武备。众多百姓涌入，住房、吃水都很困难，节度使卢耽急召彭州刺史吴行鲁和前泸州剌史杨庆复共修守备，张榜召募勇士，选得三千人，号称“突将”（突击队），严阵以待。正月初五，南诏兵已到眉州（治今四川省眉山市），卢耽遣使与南诏约和，南诏不予理睬，扣压来使，进军新津。卢耽向朝廷告急，朝廷命太仆卿支详为宣谕通和使。酋龙見卢耽待他谦恭，也放慢进军速度，成都守备在这段时间已初具规模。正月十一日，南诏军攻陷双流。正月二十日，直抵成都城下。卢耽派先锋游弈使王昼去汉州（治今四川省广汉市）求援，当时兴元府六千人、凤翔府四千人集结汉州，窦滂也从导江率四千人来到汉州，加入援军行列。正月二十四日，王昼借得兵三千余人，在汉州南界毗桥遭遇南诏前锋，交战不利，退保汉州。窦滂因自己失地，希望西川陷落，减轻自己的罪责。故此，每有从北边来的援军，他便散布消息说敌比我军多数十倍，使诸将怀疑不肯前进。成都城里日益危急，守将李自孝暗与南诏勾结，计划焚烧东仓以为内应，被城中部队发觉执杀。几天后，南诏兵果然攻城，见城里无人响应而停止。
二月初一，南诏兵架云梯开冲车，四面攻城，城上官兵投火油，烧死攻城士兵。卢耽又令杨光复、摄左都押牙李骧各率突将出战，杀伤二千余人，焚烧敌人攻具三千余而还。南诏兵拆下民间篱笆，浸湿弯曲以为篷，人藏其下，举而攻城，矢石不能入，火也烧不着，杨庆复即命熔化铁汁从城上浇下，将其击退。二月初五，骠信酋龙见强攻不成，于是请和，初六派使者迎接通和使支详。当时，颜庆复率领的援军及时赶到。通和使支详于是告知南诏使，按诏令约和，应在定边进行，今南诏兵从云南攻成都，是有悖于圣旨的，况且朝廷所以约和，是为了不犯成都，如今矢石相交，怎么能谈和呢。南诏见和使不至，二月初八继续攻城。二月初九城中出兵抗击，南诏兵始退。为加强支援成都，唐懿宗下令以颜庆复为东川节度使，贬窦滂为康州司户。凡是救援诸军统归颜庆复调遣。二月十一日，颜庆复率兵进军新都（位于成都府北45里），二月十二日大破南诏军，杀二千余人。老百姓数千人手执割草刀、木棒协助官军，呼声震天动地。二月十三日，南诏骠信派步骑数万增援。这时，唐右武卫上将军宋威率忠武军二千人赶到，与诸军合兵会战，南诏大败，死五千余人，退保星宿山（今四川省成都市北），宋威进军沱江驿（今四川省成都市北），南距成都三十里。酋龙派使臣杨定保与支详商定请和。支详说应先解围退军。可是使者回去后，南诏军攻城如故，而且攻城尤多，酋龙以下南诏将领立矢石之间亲自参战。二月十八日，唐朝援軍赶到，夺升迁桥。当晚，南诏兵自烧攻具逃走。宋威本奉命屯兵锦州、汉州两州，以为后继，但他为邀功乘胜先到成都城下参战，抢夺军功，又欲追击。颜庆复忌妒他，随即通牒宋威，夺其军。勒令宋威速回汉州，南诏兵至双流，在双流造桥逃窜，经邛州围攻二日不克，退走。战后，颜庆复领导蜀地人筑壅门城，挖壕堑引水，分植鹿角，修构营塞，加强战备。从此，南诏知西川有备，内乱又已开始，再无力来犯成都。